# Ортис, Джоэл
Джоэл Ортис (англ. Joell Ortiz; 6 июля 1980, Бруклин, Нью-Йорк) — американский рэпер, участник группы Slaughterhouse.

## Биография
Джоэл родился в Бруклине, в семье пуэрториканцев. В 2004 году Ортис победил в EA Sports Battle, и компания EA Sports использовала его трек «Mean Business» в качестве саундтрека к игре NBA Live 2005. В том же году Джермейн Дюпри предложил ему контракт на So So Def Label. Сделка, в итоге, так и не состоялась, что послужило началом бифа между Ортисом и Дюпри. После этого он сотрудничал с KRS-One и Kool G. Rap. В 2006 году Джоэл был приглашен на запись альбома Frankie Cutlass «Puerto Rico 2006 Featuring Lumidee, Voltio & Joell Ortiz». 11 августа 2009 года Ортис, в составе Slaughterhouse, выпустил альбом Slaughterhouse, 8 февраля 2011 года — Slaughterhouse EP. 28 августа 2012 был представлен альбом «Welcome to: Our House».

## Карьера

### The Brick: Bodega Chronicles
24 апреля 2007 года Ортис представил альбом The Brick: Bodega Chronicles. Он был выпущенный лейблом Koch Records, несмотря на то, что Джоэл уже был подписан на Aftermath Entertainment. Альбом был спродюсирован Showbiz, The Alchemist, Domingo, Ho Chi, Lil’ Fame из M.O.P., Novel, Moss и многими другими. Гостями выступили Big Daddy Kane, Styles P, Big Noyd, M.O.P, Akon, Immortal Technique, Grafh, Ras Kass, Stimuli и Novel.

### Уход с Aftermath
15 апреля 2008 года Ортис официально покинул лейбл Aftermath. В 2009 году Джоэл выпустил ряд фристайлов и ремиксов, среди них был трек «Stressful», который является ремиксом на песню Дрейка «Successful». Ремикс Ортиса «Hip-Hop» (совместно с Jadakiss и Saigon) звучал на фиктивной радиостанции в видеоигре GTA IV.

### Новый лейбл
5 ноября 2010 года Джоэл покинул E1 Entertainment. В августе 2010 года он вёл переговоры о подписании контракта с лейблом Стива Рифкинда SRC Records. Однако, сделка так и не была заключена. 31 октября 2010 года Ортис на Conspiracy Worldwide Radio обсудил свои отношения с Эминемом и лейблы, которые хотели его подписать после выхода Free Agent. В 2011 Джоэл становится независимым артистом, так и не добившись контракта с SRC Records. Во время тура в 2012 году члены группы Slaughterhouse рассказали Bootleg Kev’s radio о новом альбоме и работе с Эминемом. Также выяснилось, что Ортис подписан на Shady Records.

### Нынешнее время
29 мая 2020 года Joell Ortiz вместе с бывшим участником Slaughterhouse KXNG Crooked выпускает EP "H.A.R.D." (Housing Authority Rap District). В него вошло 8 треков, спродюсированных !llmind, Erick Sermon, Apollo Brown, Heatmakerz и J.U.S.T.I.C.E League. Рэперы посвятили EP своему другу и коллеге Fred The Godson, который незадолго до этого скончался от коронавируса.

## Критика
После выхода в 2011 году «Big Pun Back» Ортис был раскритикован вдовой рэпера Liza Rios, бывшими членами Terror Squad и Тони Саншайн, утверждавшими, что песня порочит память Big Pun.

## Дискография
Joell Ortiz & Large Professor | Professor Ortiz 